# Peziza arvernensis
Pézize sylvestre
Espèce
Peziza arvernensis, la Pézize sylvestre est une espèce de champignons ascomycètes (Fungi) de la famille des Pezizaceae et du genre Peziza. Peziza sylvestris est un synonyme incorrect couramment employé dans les flores mycologiques. Ce champignon fait partie des nombreuses Pézizes brunes en forme de coupe. Seul un examen microscopique permet sa stricte distinction, ses caractéristiques majeures étant la taille des spores et l'absence de guttules. Le fait que la Pézize sylvestre pousse directement sur les sols forestiers est également un caractère déterminant tout comme sa face externe finement veloutée blanchâtre, l'absence de pied et son attachement central au substrat. Décrite depuis une forêt proche d'Aurillac en Auvergne, cette espèce est présente en Eurasie et en Amérique du Nord.

## Description

### Macroscopie

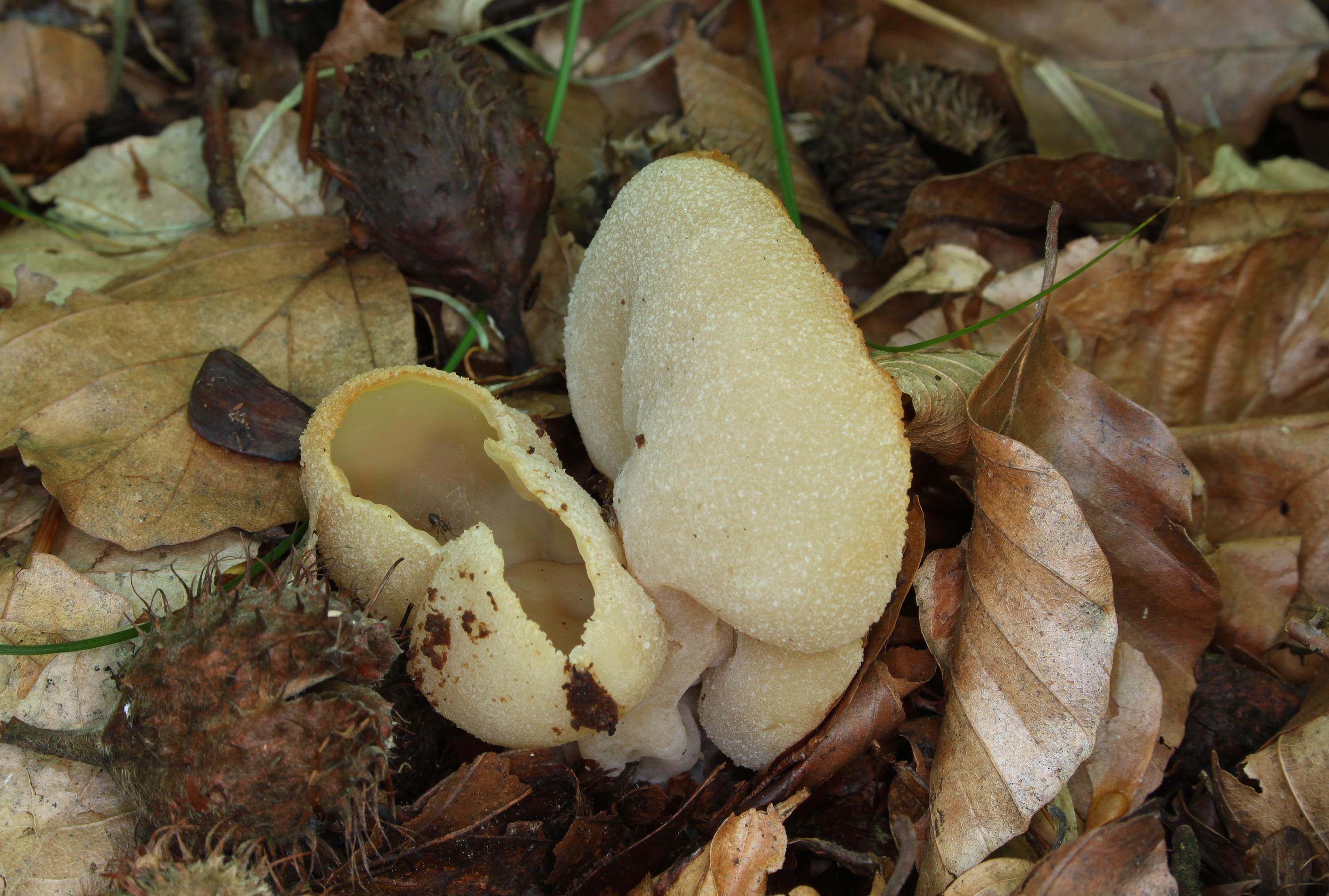
Pézize sylvestre (Ulm, Allemagne)

La Pézize sylvestre produit une apothécie de taille moyenne en forme de coupe pouvant atteindre 80 mm de diamètre. Profondément bombée dans sa jeunesse et s'avachissant avec l'âge, elle peut également prendre une forme irrégulière par la proximité d'autres individus grégaires. La surface interne fertile, l'hyménium, est lisse, parfois ridée, typiquement ocre nuancée de rouille avec de faibles reflets olivâtres. La surface externe est également lisse et de la même couleur que la surface interne, quoique plus olivâtre et minutieusement veloutée avec un duvet blanchâtre, du moins lorsqu'elle est jeune. La marge est involutée dans sa jeunesse, se fendant avec l'âge. La chair est cireuse, fragile, cassante, ocracée et peut être particulièrement épaisse. Elle est composée de plusieurs strates, ce phénomène étant plus évident à l'état sec. Elle ne possède pas de pied et est généralement fixée au substrat par son centre. Son odeur et sa saveur sont indistincts,,,.

### Microscopie

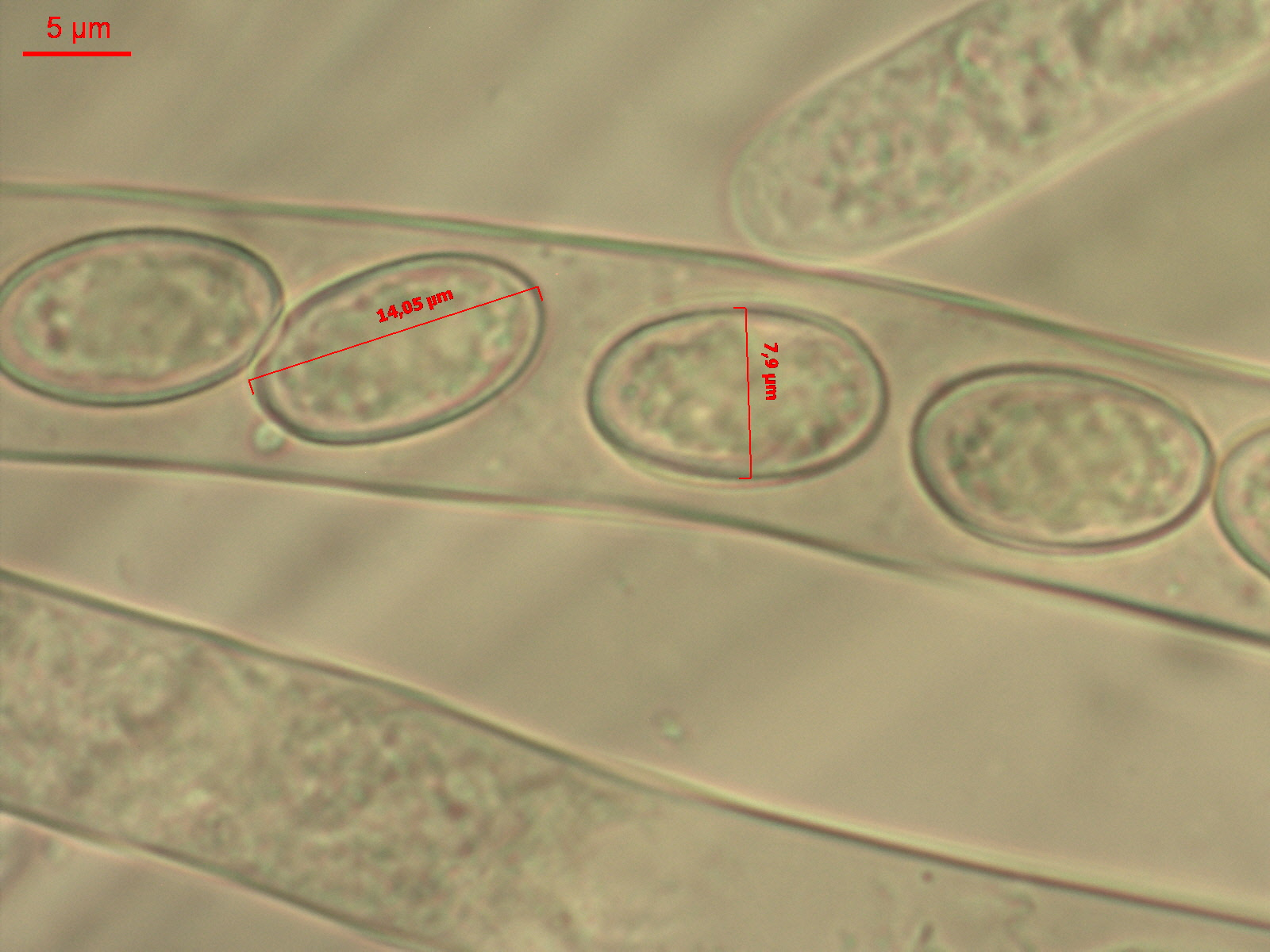
Spores de la Pézize sylvestre (Khantys-Mansis, Russie)

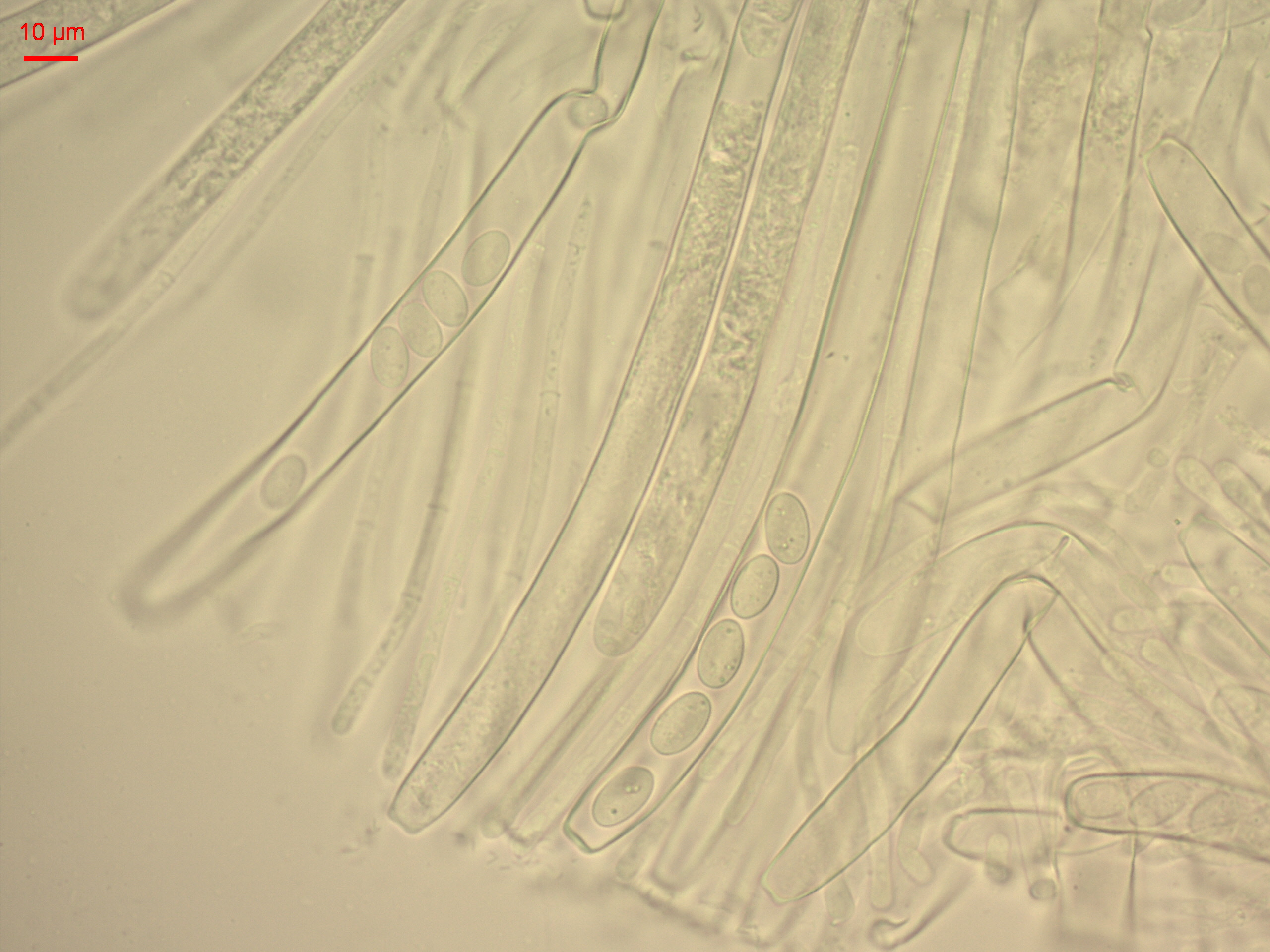
Asques de la Pézize sylvestre (Khantys-Mansis, Russie)

Peziza arvernensis présente des spores ellipsoïdales, finement verruqueuses, hyalines, dépourvues de guttules et mesurant de 14 à 20 µm de long pour de 8 à 10 µm de large. Les spores sont produites par huit en une file unique dans des asques cylindriques, bleuissant à leur extrémité dans le réactif de Melzer et mesurant de 235 à 270 µm de long pour 15 µm de large. Les paraphyses, de longues cellules stériles, sont cylindriques, minces, septées, légèrement gonflées aux extrémités et légèrement colorées,,,.

## Écologie et répartition

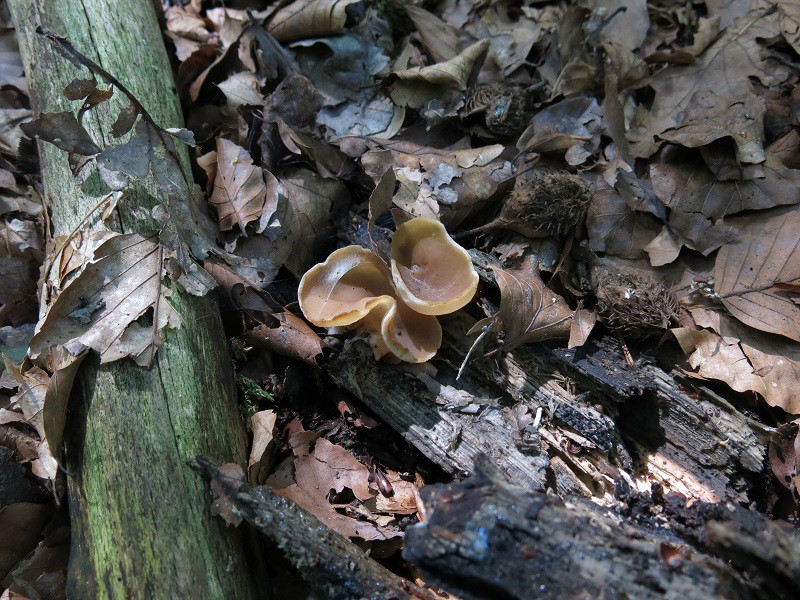
Pézize sylvestre (Pays-Bas)

La Pézize sylvestre pousse du printemps à l'automne, voire en hiver dans les zones au climat favorable,, seule ou en petites troupes fortement confluentes, sur les sols sablonneux, de l'arrière-dune au niveau de la mer jusqu'à la montagne. Ce saprobionte qui apprécie les forêts de feuillus comme celles de conifères, a tendance à fructifier directement sur le sol dans les endroits où se sont accumulés des débris forestiers ligneux, ce qui permet de le distinguer de plusieurs espèces similaires de Peziza qui poussent sur des excréments ou directement sur du bois en décomposition. Elle est occasionnellement carbonicole, c'est-à-dire qu'elle est stimulée par les feux de forêt. En Europe, elle est principalement associée aux hêtres.
La Pézize sylvestre est une espèce holarctique. Elle est présente en Europe, et largement distribuée en Amérique du Nord,

## Confusions possibles

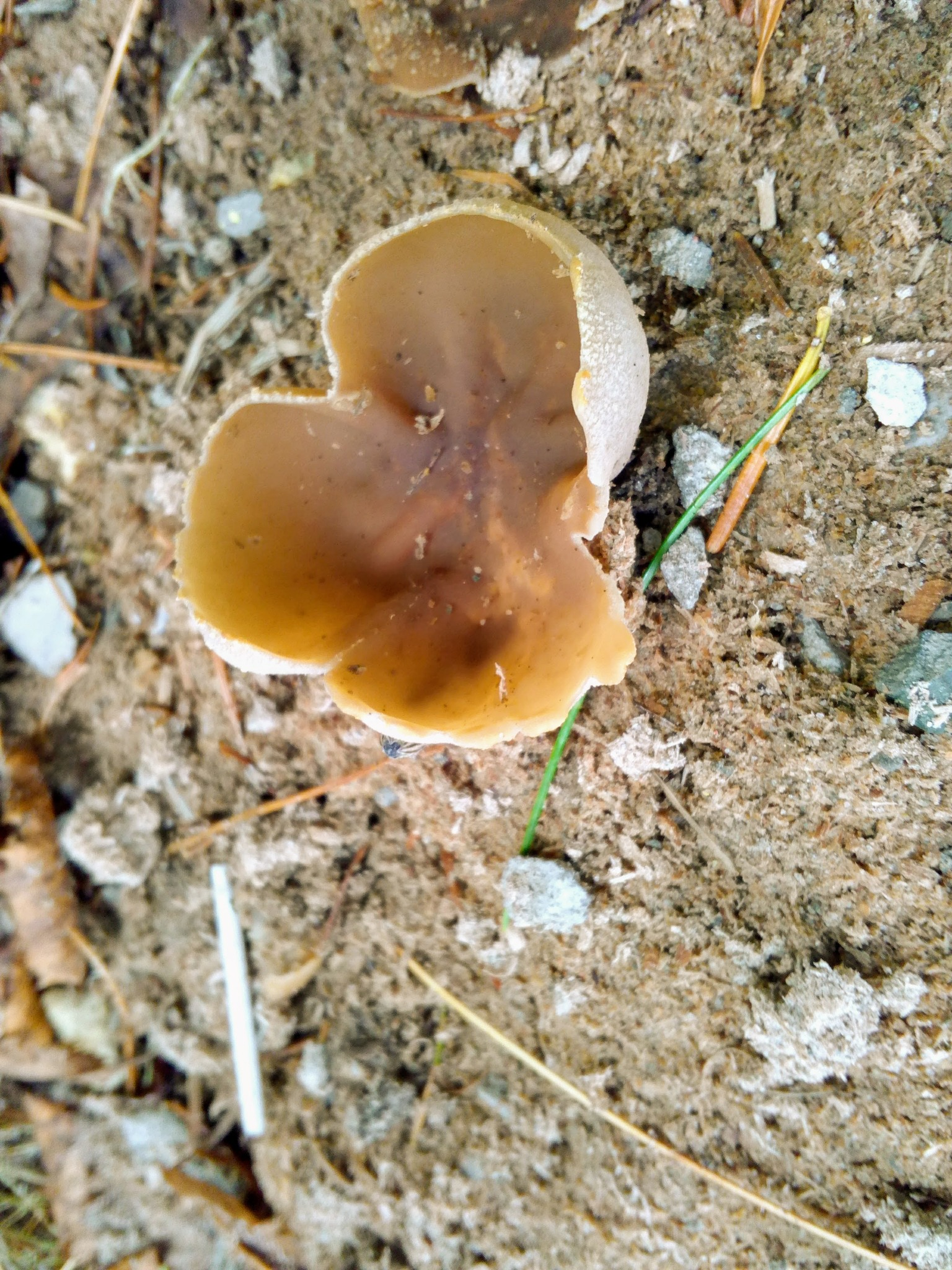
Peziza varia

L'identification précise de cette espèce nécessite l'examen de ses caractères microscopiques car il existe de nombreuses Pézizes brunes. Néanmoins sa face externe finement veloutée blanchâtre et son attachement central au substrat sont des caractères morphologiques externes qui permettent de dégrossir la détermination. De plus, elle a tendance à pousser directement sur le sol forestier, contrairement à d'autres qui préfèrent le bois en décomposition ou le fumier,.
Parmi les autres espèces du genre Peziza colorées de brun, se trouve Peziza repanda qui a des spores lisses mesurant de 15 à 16 µm de long pour 9 à 10 µm de large ; Peziza varia est plus charnue et produit des spores lisses mesurant 15 µm pour 10 µm. Lorsque P. arvernensis est particulièrement sombre, elle peut être confondue avec Peziza brunneoatra. Peziza pseudovesiculosa a une couleur brun fauve plus ou moins foncée, parfois avec des reflets violacés, et une surface externe aux reflets rouille à la marge ocre foncé-jaune clair. Sa chair est composée de 5 strates visibles à la loupe. Ses spores elliptiques, finement verruqueuses et ornées de nombreuses petites granules, sont plus petites, mesurant 14 à 16 µm de long pour 8 à 9 µm de large.

## Systématique
Peziza arvernensis est décrite en 1879 par les mycologues français Ernest Roze et Jean Louis Émile Boudier à partir de spécimens récoltés en juillet de la même année dans le Cantal, à proximité d'Aurillac, dans le bois de la Gondamine,, d'où son épithète, « arvernensis » signifiant « provenant d'Auvergne ».
L'espèce est connue dans de nombreux guides sous le synonyme incorrect Peziza silvestris, qui a donné le nom vulgarisé et normalisé en français « Pézize sylvestre ». 
Peziza arvernensis a pour synonymes :
- Aleuria arvernensis (Roze & Boud.) Gillet
- Aleuria sylvestris Boud.
- Galactinia sylvestris (Boud.) Svrček
- Peziza silvestris (Boud.) Sacc. & Traverso